# تاج‌گل اوکراینی

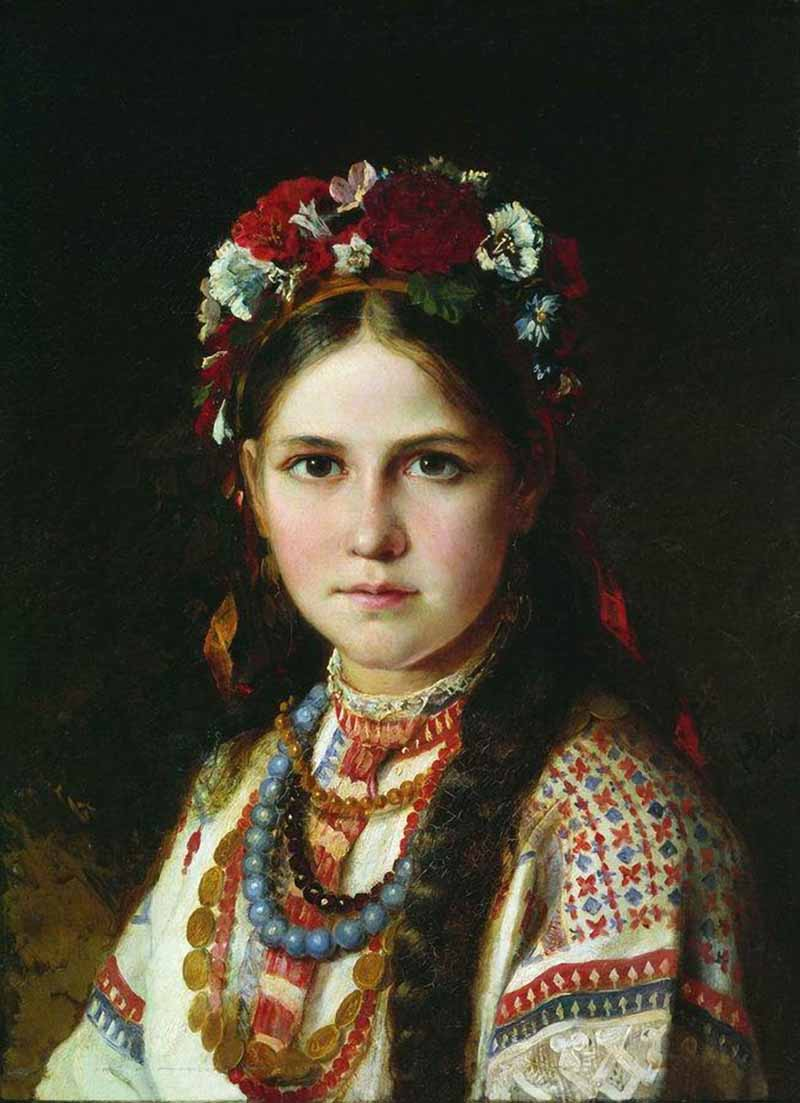
دختری با تاج‌گل اوکراینی

تاج‌گل اوکراینی (به اوکراینی: вінок) یا وینوک (Vinók)، نوعی تاج‌گل است که در فرهنگ سنتی اوکراین، دختران و زنان جوانِ مجرد از آن استفاده می‌کنند. تاج‌گل ممکن است بخشی از یک سنت باشد که قدمت آن به آداب و رسوم قدیمی اسلاوهای شرقی بر می‌گردد که پیش از مسیحی‌سازی روس‌ها بوده است. تاج‌گل بخشی از لباس ملی اوکراینی است و در جشن‌های مناسبتی و روزهای مقدس پوشیده می‌شود و از زمان انقلاب اوکراین در سال ۲۰۱۴ میلادی به‌ شکل فزاینده‌ای در زندگی روزمره به عنوان بخشی از احیای فرهنگی گسترده‌تر استفاده می‌شود.

## تاریخچه

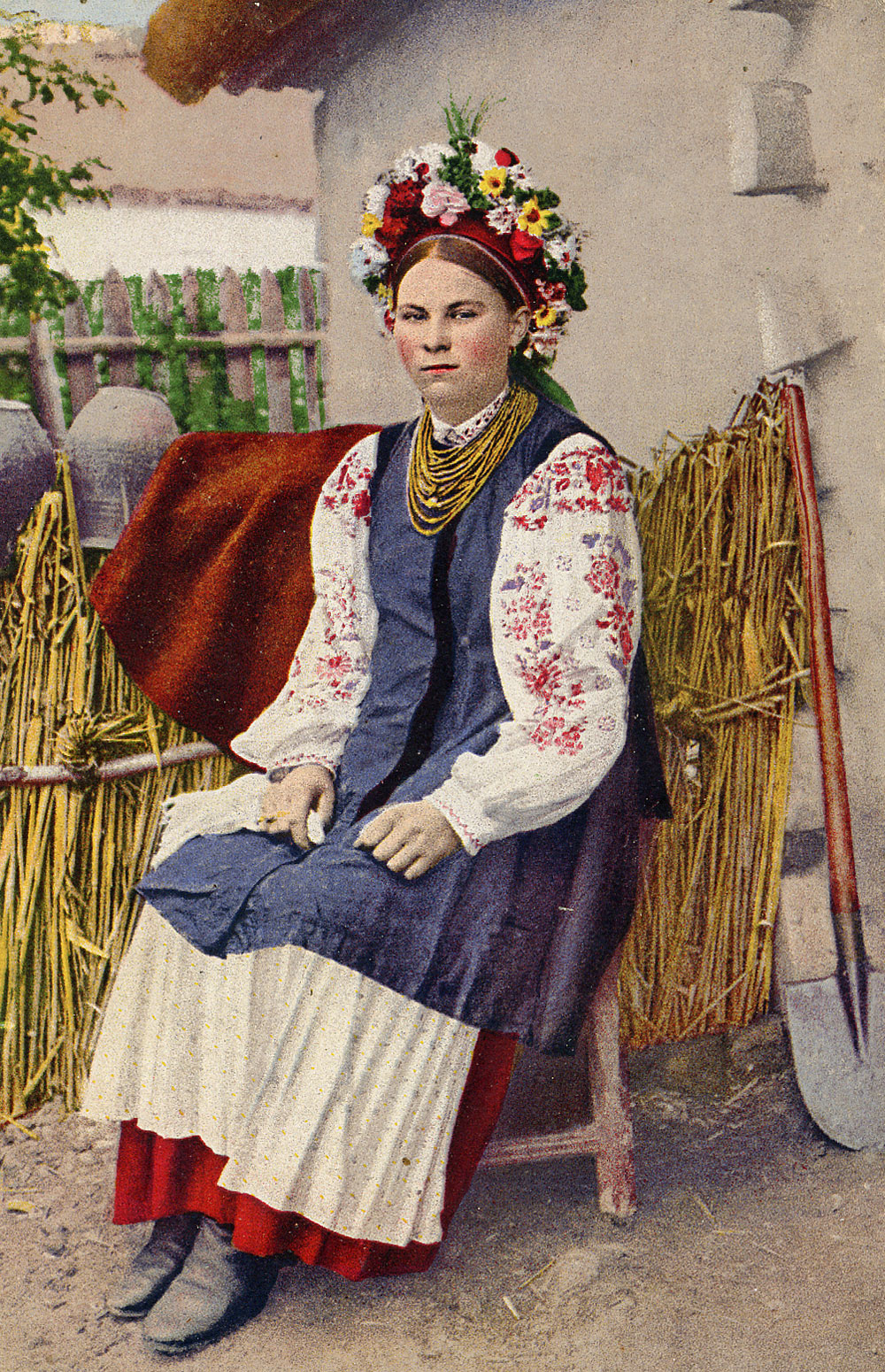
زنی با پوشش ویشیوانکا و وینوک (تاج‌گل) اوکراینی (۱۹۱۶ میلادی)

در روز ایوان کوپالا، زنان جوان تاج گل‌های خود را با یک شمع روشن در آب قرار می‌دهند و آیندۀ عاشقانۀ خود را از طریق شناور شدن تاج‌گل در رودخانه یا دریاچه پیش‌بینی می‌کنند. از جهت حرکت تاج‌گل، دختر می‌توانست بگوید با چه کسی ازدواج خواهد کرد: اگر تاج‌گل در یک نقطه می‌ماند و در آب شناور نمی‌شد، ازدواج نمی‌کرد؛ اگر زیر آن می‌رفت، او می‌مرد؛ اگر شمع خاموش می‌شد، بدبختی در پی می‌داشت. مردان جوان در آب شیرجه می‌رفتند و هر کدام سعی می‌کردند وینوک دختری را که دوستش داشتند، پس بگیرند. یکی از ترانه‌های آیینی کوپالا می‌گوید: «آن که تاج‌گل را بگیرد، دختر را بگیرد، آن که تاج‌گل را بگیرد، مال من خواهد شد.» قدمت آن به دوران پیش از مسیحیت باز می‌گردد، زمانی که تصور می‌شد که روسری دختران را از ارواح شیطانی محافظت می‌کند. ارزش تشریفاتی و مذهبی آن کاهش یافت و بعداً به عنوان یک شخصیت ملی دخترانه جایگزین شد: از دست دادن تاج‌گل در آوازها و سنت‌های عامیانه به معنای انتقال یک دختر به زنانگی است.
جیمز جورج فریزر، محقق اسطوره‌شناسی، در کتابش به نام شاخۀ زرین، ابتدا ادعا کرد که در واقع روز ایوان کوپالا (روز یحیی تعمیددهنده)، که در اوکراین اندکی پس از انقلاب تابستانی جشن گرفته می‌شود و ارتباط نزدیکی با تاج‌گل در اوکراین دارد، در اصل یکی از مناسک باروری بت‌پرستانه بود.

## ظاهر و ساخت
مانند بیشتر لباس‌های محلی اوکراینی، وینوک ارزش نمادین قابل توجهی داشت و فقط از گل‌های خاص استفاده می‌شد. به‌ طور سنتی توسط دخترانی که واجد شرایط ازدواج بودند پوشیده می‌شد. نام تاج‌گل، وینوک، برگرفته از کلمۀ اوکراینی وینچانیا به مفهوم مراسم عروسی است. گل‌های مورد استفاده برای ساخت تاج‌گل معمولاً تازه، کاغذی یا مومی بودند و روی نوار پشتی از کاغذ سفت که با روبان پوشانده شده بود وصل می‌شدند.
تاج‌گل در بسیاری از مناطق اوکراین متفاوت بود؛ زنان جوان در سرتاسر کشور روسری‌های مختلفی از الیاف نخ، روبان، سکه، پَر و علف می‌پوشیدند، اما همۀ این‌ها معنای نمادین یکسانی داشتند. در بخش‌هایی از مرکز و شرق اوکراین، گل‌ها در قسمت جلو و وسط بلند بودند و معمولاً توسط نوارهای چند رنگ و گل‌دوزی شده به پشت وصل می‌شدند. در طول مراسم عروسی اوکراینی، تاج‌گل (وینوک) عروس با یک اوچیپوک (نوعی پوشش سر) جایگزین می‌شد که موهای او را می‌پوشاند و نشان می‌داد که او اکنون ازدواج کرده‌ است، کلاهی که او تا آخر عمر از آن استفاده می‌کرد.

## کاربرد معاصر

### نئوپاگانیسم
پیروان نئوپاگانیسم اسلاوی مدرن اهمیتی عرفانی به تاج‌گل می‌دهند و تاج‌گل‌های خود را از برگ‌های بلوط و گل‌های مزرعه برای جشن انقلاب تابستانی می‌بافتند.

### احیای فرهنگی
از زمان قیام‌های میدان اروپا در سال ۲۰۱۴ میلادی، پوشیدن وینوک به عنوان بخشی از احیای گسترده‌تر فرهنگ‌گرایی اوکراینی و علاقه به نمادهای غرور ملی، محبوبیت بیشتری پیدا کرد.

## نمونه‌ها

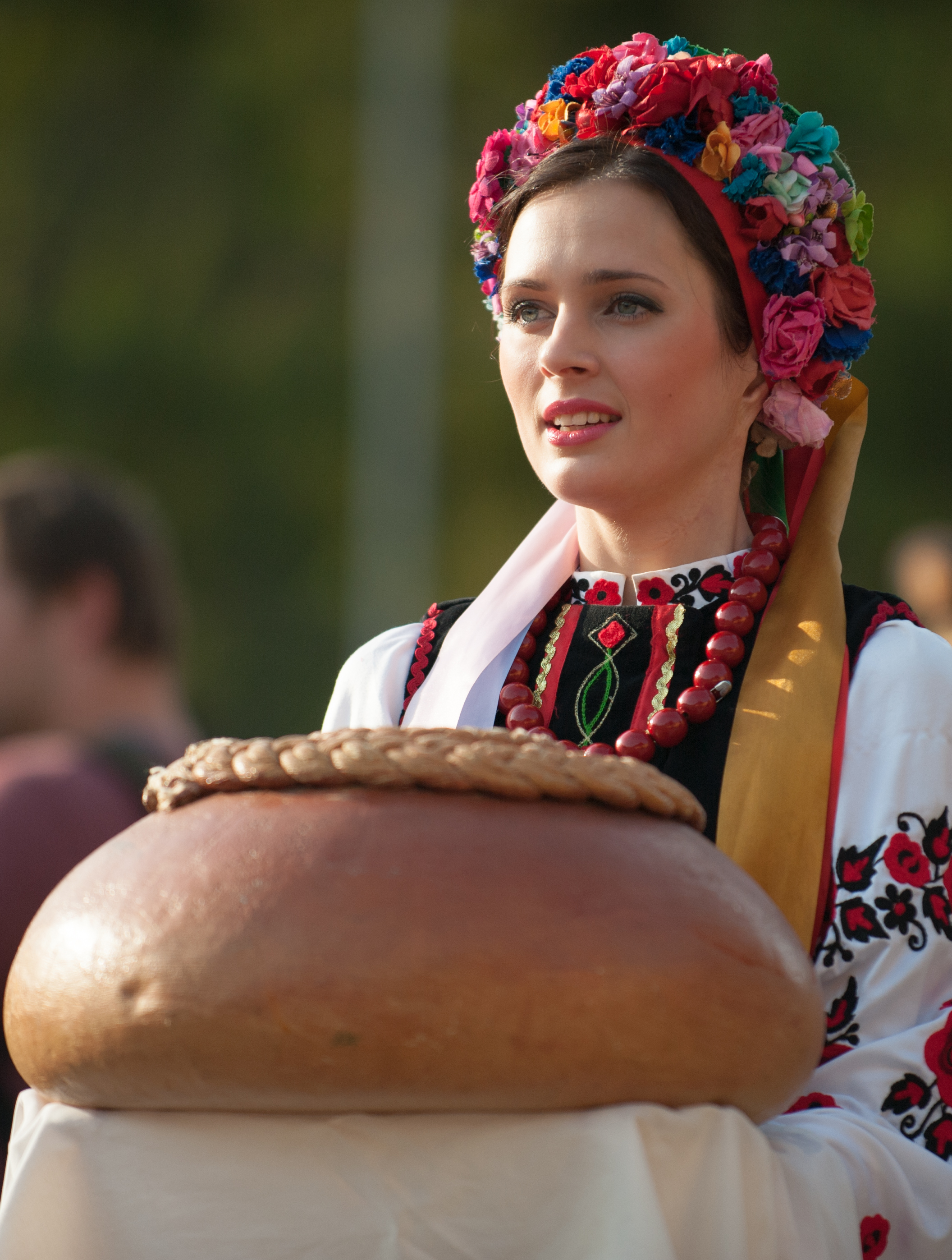
وینوک سنتی از پارچه
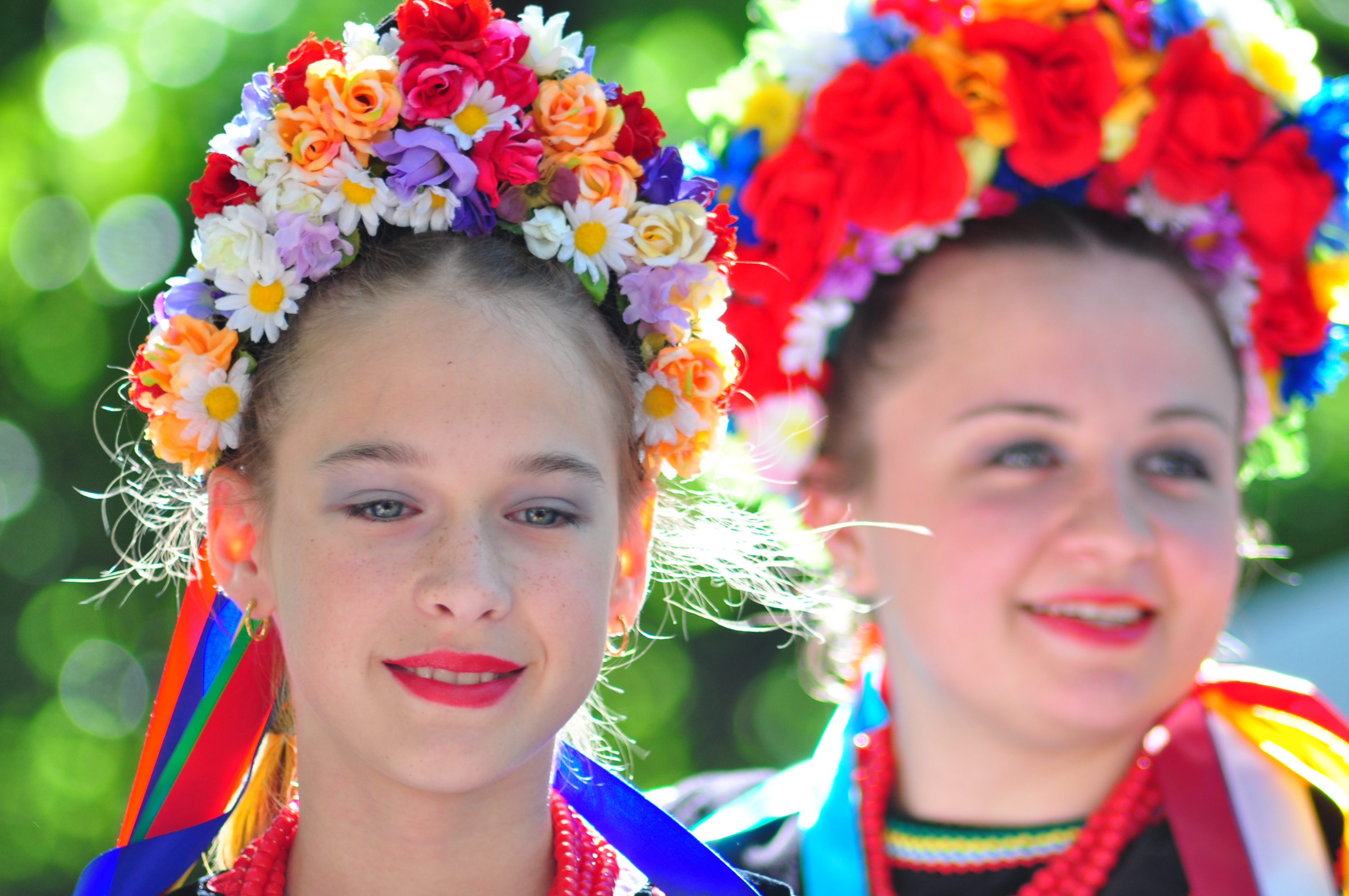
وینوک سنتی از گلهای طبیعی
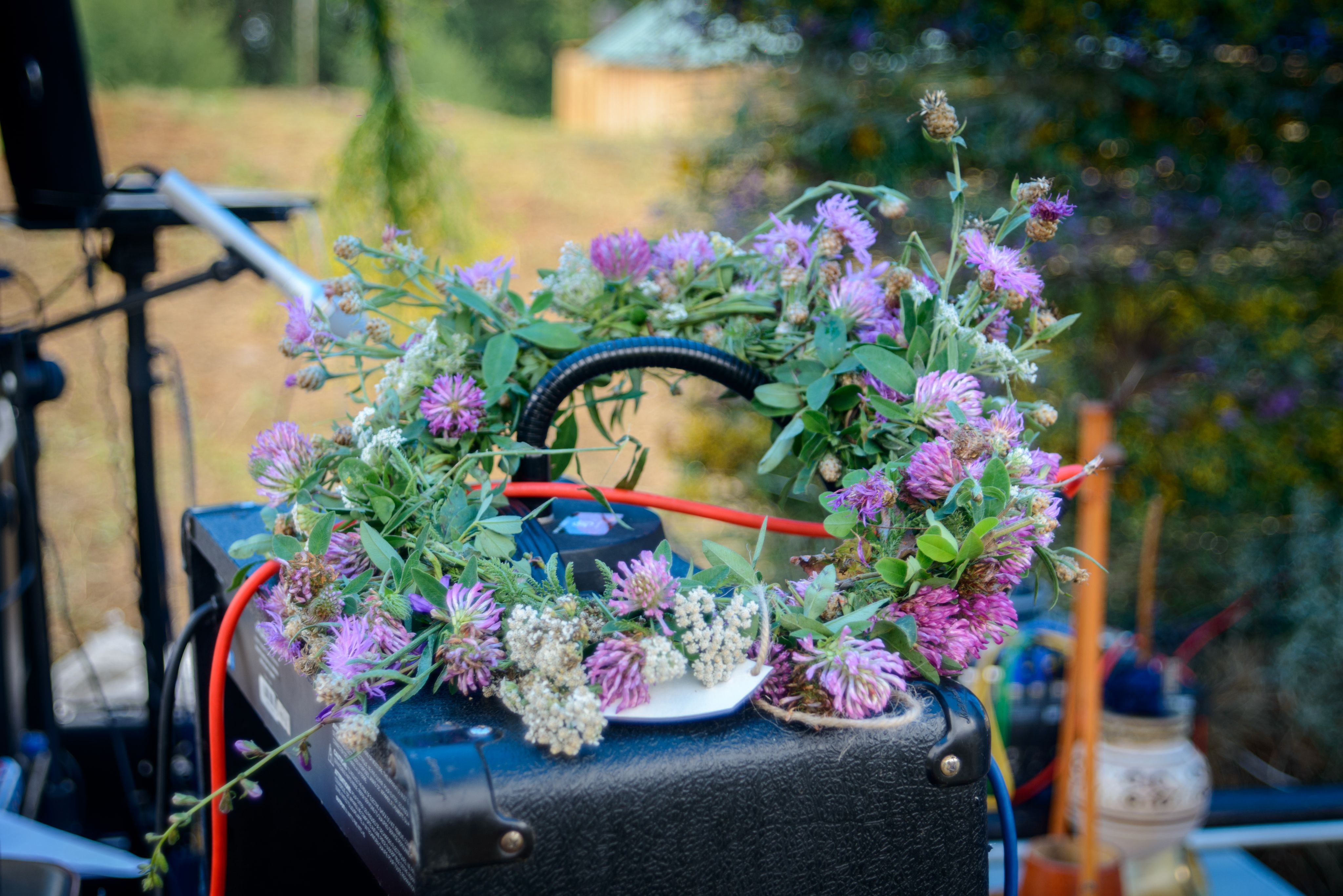
روسری وینوک
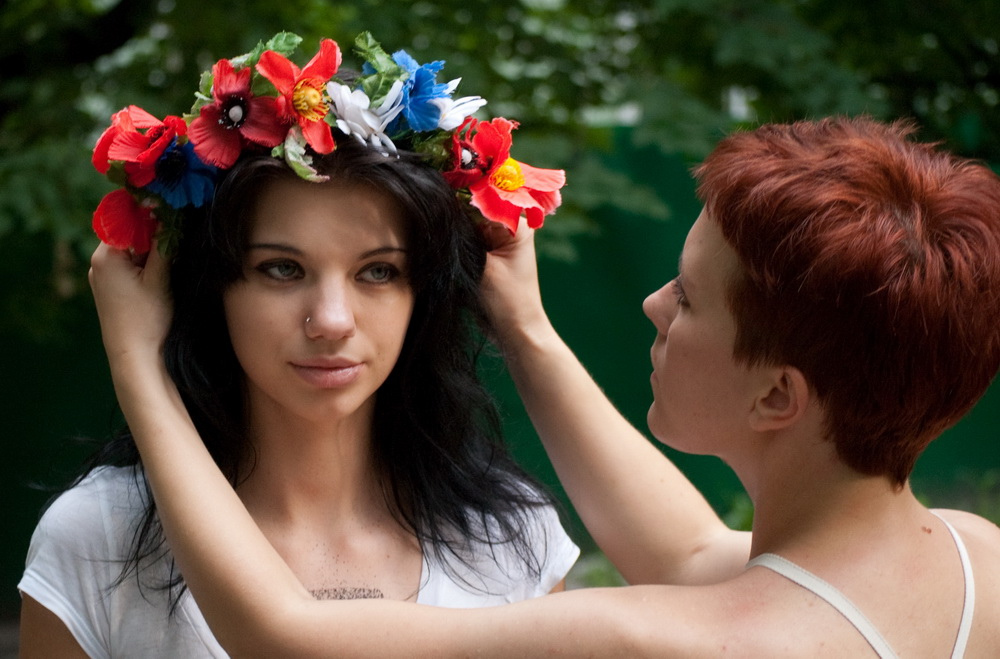
وینوک معاصر از گل های طبیعی